# Clindamycine
La clindamycine est un antibiotique appartenant à la famille des lincosamides, dont le spectre antibactérien et le mode d'action sont proches de ceux des macrolides. C'est un dérivé semi-synthétique de la lincomycine. Comme cette dernière, la clindamycine inhibe la synthèse protéique bactérienne en se liant à la grande sous-unité du ribosome.
La clindamycine est notamment utilisée comme antiacnéique agissant sur les bactéries propioniques (principalement l'espèce Cutibacterium acnes). Cet antibiotique est utilisé aussi pour les amygdalites sévères, les endocardites bactériennes, les infections digestives, ORL, ostéoarticulaires, les pneumocystoses (en cas d'infection VIH), la toxoplasmose cérébrale et la septicémie.

## Espèces sensibles
- aérobies à Gram + : Bacillus cereus, Corynebacterium diphtheriae, Enterococcus faecium, Erysipelothrix, Staphylococcus méti-S, Staphylococcus méti-R, Streptococcus B, Streptococcus non groupables, Streptococcus pneumoniae, Streptococcus pyogenes ;
- aérobies à Gram - : Campylobacter ;
- anaérobies : Actinomyces, Bacteroides, Capnocytophaga, Clostridium autres que perfringens et difficile, Clostridium perfringens, Eubacterium, Fusobacterium, Gardnerella vaginalis, Mobiluncus, Peptostreptococcus, Porphyromonas, Prevotella, Cutibacterium acnes, Veillonella ;
- autres : Chlamydia trachomatis, leptospires, Mycoplasma hominis, Mycoplasma pneumoniae.

## Espèces résistantes
- aérobies à Gram + : Corynebacterium jeikeium, entérocoques autres que Enterococcus faecium, Listeria, Nocardia asteroides, Rhodococcus equi ;
- aérobies à Gram - : bacilles à Gram -  non fermentaires (Acinetobacter, Pseudomonas, etc.), Branhamella catarrhalis, entérobactéries, Haemophilus, Legionella, Neisseria, Pasteurella ;
- anaérobies : Clostridioides difficile ;
- autres : mycobactéries, Ureaplasma urealyticum.

## Contre-indication
La solution topique de clindamycine est déconseillée :
- aux personnes allergiques aux médicaments contenant de la clindamycine ou de la lincomycine ;
- aux personnes possédant des antécédents de troubles stomacaux ;
- aux personnes souffrant de pustulose exanthématique aigüe.

## Effets indésirables
Les effets secondaires les plus fréquents sont au niveau : 
- dermatologique : la sécheresse et la desquamation de la peau, exanthème morbilliforme, pustulose exanthématique aiguë, dermatite exfoliative, syndrome de Lyell, syndrome de Stevens-Johnson, prurit, dermatose bulleuse, érythème polymorphe
- Gynécologique : vaginite
- Hématologique : thrombopénie, purpura thrombopénique, agranulocytose
- Digestif et stomatologique : crampes, maux d'estomac, dysgueusie, colite à Clostridioides difficile, œsophagite, la diarrhée, nausées.
- Néphrologie : Néphropathie aiguë
- Immunologique : réaction anaphylactoïde, choc anaphylactique, hypersensibilité, photosensibilité, angioedème (Oedème de Quincke), syndrome DRESS

## Spécialités contenant de la Clindamycine
- Dalacine

## Divers
La clindamycine est mise au point en 1966, en modifiant chimiquement la lincomycine naturelle .
La clindamycine fait partie de la liste des médicaments essentiels de l'Organisation mondiale de la santé (liste mise à jour en avril 2013).